# Efecto pantalla
En general, un efecto pantalla (o de apantallamiento) es aquel capaz de atenuar una fuerza o interacción. En física atómica, el efecto pantalla sobre los electrones más externos de un átomo se describe como la atenuación de la fuerza atractiva neta sobre el electrón, debido a la presencia de otros electrones en capas inferiores y del mismo nivel energético. El efecto pantalla es una barrera de electrones de un mismo nivel, los cuales ejercen fuerzas de repulsión sobre electrones de mayor nivel, disminuyendo así la probabilidad de encontrar estos electrones en niveles inferiores. Cada nivel produce efecto de pantalla; a mayor número de electrones mayor es el efecto de pantalla.
Dentro de la física cuántica este efecto es la interferencia que existe entre la última orbita de un átomo y su núcleo.
Entonces el efecto pantalla va a ser menor en los orbitales s, que están menos cubiertos y más cerca del núcleo, y aumenta progresivamente hacia los orbitales p , d , y f:
{\displaystyle S(\mathrm {f} )>S(\mathrm {d} )>S(\mathrm {p} )>S(\mathrm {s} )}
S es el apantallamiento que el orbital otorga a los demás orbitales, no el que recibe.
Para los orbitales d y f tenemos muy baja probabilidad de encontrar sus electrones cerca del núcleo, ya que la carga nuclear queda bien apantallada por los electrones s y p más internos. Este fenómeno se hace más patente en los elementos más pesados de la tabla periódica, sexto periodo, debido a la introducción de correcciones relativistas de contracción en los orbitales s y p, incrementando sus efectos pantallas sobre los orbitales d y f que se expanden fuertemente (efectos relativistas sobre orbitales de enlace). Por el efecto relativista de contracción del orbital 6s tenemos un efecto pantalla adicional potente debido a la penetración de este orbital -efecto penetración orbital- en los subniveles 5d y 4f. Por consiguiente, en los elementos pesados también aparecen efectos pantallas generados por electrones de niveles energéticos superiores que penetran hacia el núcleo. Por ello, la penetración de los electrones del orbital exterior ns es mayor para los elementos d del sexto periodo en comparación con los d del cuarto periodo.
Para cada electrón, las reglas de Slater proporcionan un valor para la constante de apantallamiento, conocida como s, S, o σ, que relaciona la carga nuclear efectiva y la real, según:
{\displaystyle Z_{\mathrm {eff} }=Z-s.\,}
Estas reglas semi empíricas fueron inventadas por John C. Slater en 1930